# Горбунов, Дмитрий Александрович
Дми́трий Алекса́ндрович Горбуно́в (род. 16 сентября 1977, Свердловск-44, РСФСР, СССР) — российский игрок в дартс, участник чемпионата мира по версии PDC. Мастер спорта России.

## Биография
Горбунов родился 16 сентября 1977 года в закрытом городе Свердловске-44 (ныне — город Новоуральск Свердловской области). В 1999 году окончил Новоуральский технологический институт, после чего устроился на Уральский электрохимический комбинат. В юности увлекался футболом, бегом и лыжными гонками. Работает инженером-проектировщиком в электротехническом отделе уральского филиала АО «Центральный проектно-технический институт».
Ведёт блог о дартсе. В январе 2024 года стал куратором соцсетей Федерации дартса России, сменив на этой должности известного дартс-блогера Дмитрия Панова.

## Карьера
В дартс Горбунов пришёл в 2015 году. Его первым турниром стал Кубок Новоуральска (местный любительский турнир), в котором принимали участие четыре человека, и он стал третьим. В начале 2016 года Дмитрий выиграл Уральскую дартс-лигу (престижный российский турнир).
Вступил в Q-School Профессиональной корпорации дартса в 2020 году, но выиграл только два матча в четырёх турнирах, достигнув стадии 1/512 финала. Затем он прошел квалификацию Евротура и дошел до полуфинала.
Горбунов прошёл квалификацию на чемпионат мира по дартсу 2021 года, проводимый Профессиональной корпорацией дартса, после победы в квалификационном турнире Евроазиатской корпорации дартса. На этом турнире он победил пензенского дартсмена Романа Обухова со счетом 3:1 по сетам в финале. До этого он победил в полуфинале Виталия Хохрякова 6:1 по легам в полуфинале и Артёма Клюева 6:3 в четвертьфинале. На чемпионате мира в Лондоне уступил в первом раунде Джейсону Лоу со счётом 1:3. При этом англичанин выиграл шесть из семи стартовых легов, поведя сразу со счётом 2:0 по сетам, но Горбунов сумел закрыть большое окончание 141.
Использует дротики массой 19 граммов. Имеет дартс-прозвище «Дядя Сэм» (англ. Uncle Sam).
В 2021 году впервые стал чемпионом России по дартсу. В финале микста Горбунов, играя с Натальей Александровой и Евгением Демиденко, был сильнее Милены Петровой, Романа Корсунова и Антона Колесова (4:3).

## Достижения

### Микст
- Чемпион России (2021)

### Командные
- Бронзовый призёр чемпионата России (2023)[17]

## Результаты на чемпионатах мира
- PDC 2021: Первый раунд (проиграл Джейсону Лоу 1-3)